# Tiawan Mullen
Tiawan Mullen (Fort Lauderdale, 12 luglio 2000) è un giocatore di football americano statunitense, cornerback per i Montreal Alouettes della Canadian Football League (CFL).
Ha giocato a livello universitario per gli Indiana Hoosiers, distinguendosi come uno dei migliori difensori della Big Ten Conference . È fratello del cornerback Trayvon Mullen e cugino del quarterback dei Baltimore Ravens, Lamar Jackson.

## Carriera universitaria
Mullen ha giocato per gli Indiana Hoosiers dal 2019 al 2022. Nella stagione da freshman (2019), ha totalizzato 29 placcaggi (25 solitari), 13 passaggi deviati (miglior risultato nella Big Ten), 2 fumble forzati e 2 recuperati. È stato nominato Freshman All-American e Defensive Newcomer of the Year per Indiana. Nel 2020 è stato selezionato nella First-team All-American.

## Carriera professionistica
Dopo non essere stato selezionato nel Draft NFL 2023, Mullen ha firmato come free agent con i Los Angeles Chargers, ma è stato svincolato nell’agosto dello stesso anno. Il 31 agosto 2023 è stato inserito nella practice squad dei Philadelphia Eagles, ma è stato rilasciato il 25 ottobre. Il 18 gennaio 2024 ha firmato un contratto reserve/future con gli Eagles, da cui è stato svincolato il 30 aprile 2024.

### Montreal Alouettes
Il 1º gennaio 2025, Mullen ha firmato con i Montreal Alouettes, iniziando così la sua carriera nella Canadian Football League (CFL).

## Vita privata
Tiawan è fratello di Trayvon Mullen, cornerback che ha giocato per Clemson University ed è stato scelto dai Las Vegas Raiders nella NFL. Un altro fratello, Trevell Mullen, gioca anch’egli per gli Indiana Hoosiers. È cugino di Lamar Jackson, quarterback dei Baltimore Ravens e MVP della NFL.